# Henrykowo (Maluszyn)
Henrykowo (daw. Maluszyn Henrykowo) – część wsi Maluszyn w Polsce, położona w województwie mazowieckim, w powiecie sierpeckim, w gminie Szczutowo.
W latach 1975–1998 miejscowość administracyjnie należała do województwa płockiego.